# David Škoch
David Škoch (Brandýs nad Labem-Stará Boleslav, 6 de Novembro de 1976) é um tenista profissional tcheco, especialista em duplas, conquistou cinco troféus, seu melhor ranking é de N. 30, em 2007.

## Honras
Duplas
- 2004 ATP de Amersfoort, Holanda com Jaroslav Levinský
- 2006 ATP de Valencia, Espanha com Tomáš Zíb
- 2006 ATP de Umag, Croácia com Jaroslav Levinský
- 2006 ATP de Casablanca, Marrocos com Jordan Kerr
- 2007 ATP de Doha, Qatar com Philipp Kohlschreiber